# Dângău Mare
Dângău Mare – wieś w Rumunii, w okręgu Kluż, w gminie Căpușu Mare. W 2011 roku liczyła 234 mieszkańców.